# Толстоголовка сида
Толстоголовка сида (лат. Pyrgus sidae) — бабочка из семейства толстоголовок.

## Этимология названия
Сида — возлюбленная жена Ориона, которая очень красива, многие считали, что она подобна бессмертным богиням. Возгордившись, юная Сида осмелилась состязаться в красоте с Герой. За эту дерзость супруга Зевса низвергла её в Тартар.

## Описание
Длина переднего крыла 16—18 мм. Крылья на верхней стороне тёмно-серого цвета с рисунком из белых пятен. От других видов отличается двумя оранжево-жёлтыми перевязи на нижней стороне заднего крыла, отороченные чёрными линиями.

## Ареал и места обитания
Западная Испания, Юго-восточная Франция, Италия, Балканский полуостров, юг европейской части России, Украина, Крым, Молдавия, Турция, Кавказ и Закавказье, а также Иран, Центральная Азия, Казахстан. Вид встречается локально.
На Украине вид очень локально обитает в Луганской области. В Крыму отмечен во многих местах горной и предгорной части полуострова, на Керченском полуострове и окрестностях озера Донузлав.
В европейской части России обитает в степной и лесостепной зонах, также на территории Большого Кавказа. На восток ареал доходит до бассейна рек Сакмара и Белая.
На Кавказе вид населяет горные засушливые склоны с участками степной растительности и сухолюбивыми кустарниками, реже обитает на остепненных субальпийских лугах на высотах до 2400 м над ур. м.
Бабочки населяют степи разных типов (злаково-разнотравные, меловые и т. п.), остепненные склоны.

## Биология
Развивается в одном поколении за год. Время лёта наблюдается с конца мая по середину июля. Кормовые растения гусениц — различные мальвовые (Malvaceae), в частности лапчатка и канатник. Бабочки питаются на цветах семейств Umbelliferae, Plantago, Fabaceae. Зимуют гусеницы предпоследнего возраста в коконе из сплетённых паутиной листьев.